# Meet Mickey Mouse
Meet Mickey Mouse est une attraction du parc Magic Kingdom, en Floride et du parc Disneyland, à Paris.

## Magic Kingdom
L'attraction est située sur Main Street, USA.

## Parc Disneyland
L'attraction a ouvert le 16 mai 2012 pour les 20 ans de parc. Elle est située dans le quartier d'inspiration britannique de Fantasyland, près de la Fantasyland Station du Disneyland Railroad. Meet Mickey Mouse remplace le Fantasyland Theater fermé en 2011. 
L'attraction consiste en une visite des loges de Mickey Mouse et de la rencontre avec ce dernier. Afin de préparer le spectacle nocturne Disney Dreams!, l'attraction ferme une à deux heures avant l'heure de fermeture du Parc Disneyland. Son nom français est Rencontre avec Mickey mais n'est utilisé que sur les plans francophones, les panneaux signalétiques, les programmes et l'enseigne de l'attraction ne portant que le nom anglophone.